# 4858 Vorobjov
4858 Vorobjov је астероид главног астероидног појаса чија средња удаљеност од Сунца износи 2,181 астрономских јединица (АЈ).
Апсолутна магнитуда астероида је 14,2.